# Еловый большой чёрный усач
Большой еловый чёрный усач (лат. Monochamus sartor) — вид жуков подсемейства ламиин (Lamiinae) из семейства усачей (Cerambycidae). Народные названия жука: волосогрызка, жук-стриж, жук-стригун и стриж-балда.

## Описание
Жук длиной от 15 до 37 мм. Тело удлинено, цилиндрическое, чёрного цвета. Переднеспинка с острым бугорком по бокам. Надкрылья в грубой скульптуре, перед серединой с прогибом, их вершины без густого волосяного опушения. У самок имеются светлые волосяные пятна на надкрыльях. Усики самца в два раза длиннее тела, у самки — лишь немного заходят за надкрылья. Усики самки со светлыми кольцами на первой половине члеников. Щиток густо опушен волосками, без голой срединной линии.

## Распространение
Имеет широкое распространение в Европе; от Франции, Швейцарии, севера Италии и Румынии через Европу до Украины.

## Экология и местообитания
Обитание приурочено к хвойным лесным массивам. В основном предпочитают горную местность, но встречается и на вырубках и буреломах. Взрослые насекомые обгрызают хвою, корни и луб молодых ветвей хвойных. Лёт длится со второй декады июня по сентябрь. Чаще всего личинки предпочитают ель обыкновенную (Picea abies), а также сосну обыкновенную (Pinus sylvestris), пихту и прочие хвойные растения. Лётное отверстие жуков округлое, диаметром 6—8 мм.

## Размножение
У личинки на каждой стороны головы по 1 простому глазку. Усики 3-члениковые. Ментум отделен от субментума. Основная часть пронотума покрыта микроскопическими шипиками. Брюшные мозоли гранулированы, расположены на дорзальной стороне в 4, а на вентральной — в 2 ряда. Анальное отверстие трехлучевое, с укороченным нижним лучом.
Генерация 2-летняя.

## Галерея

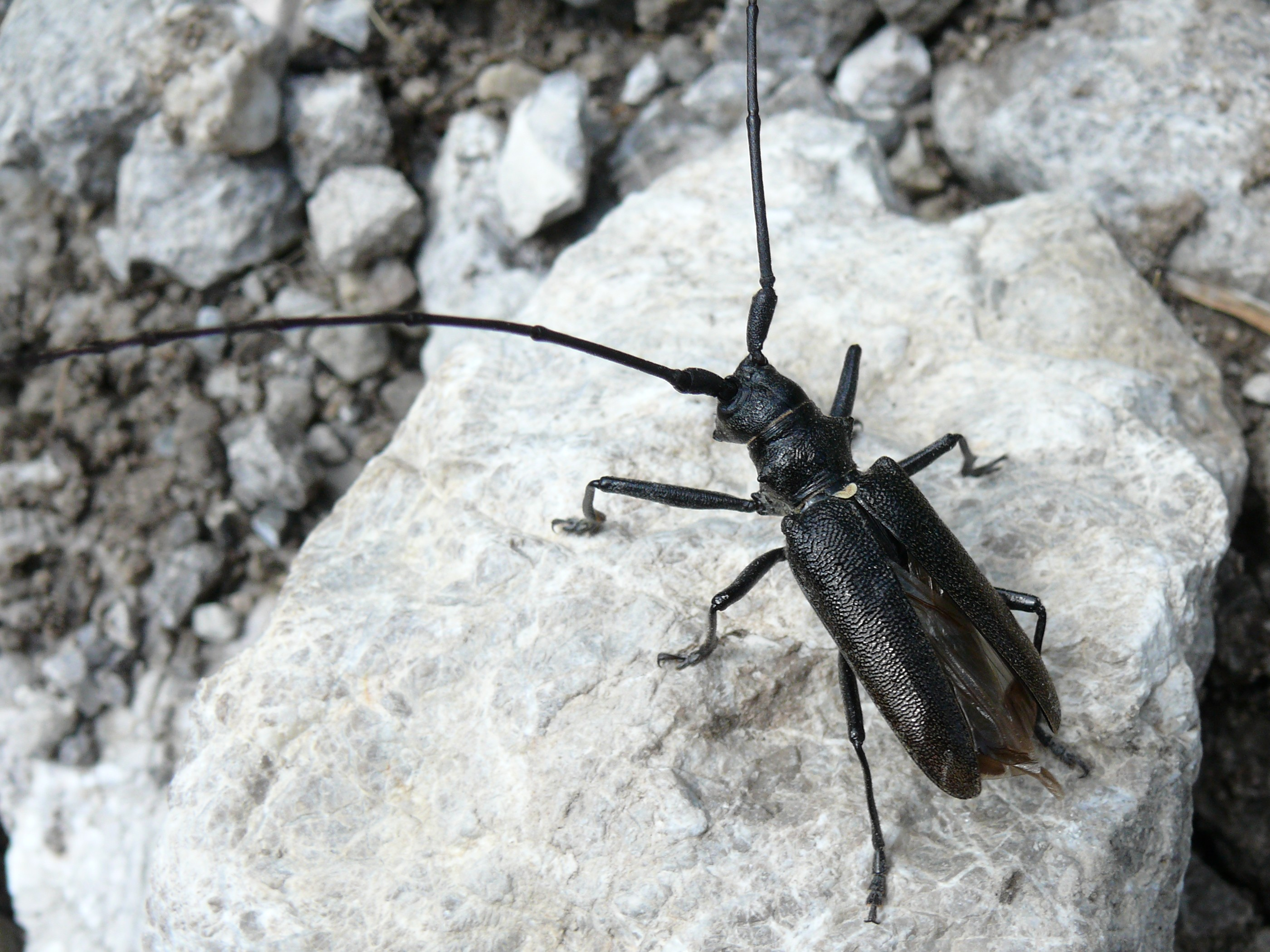
Самец
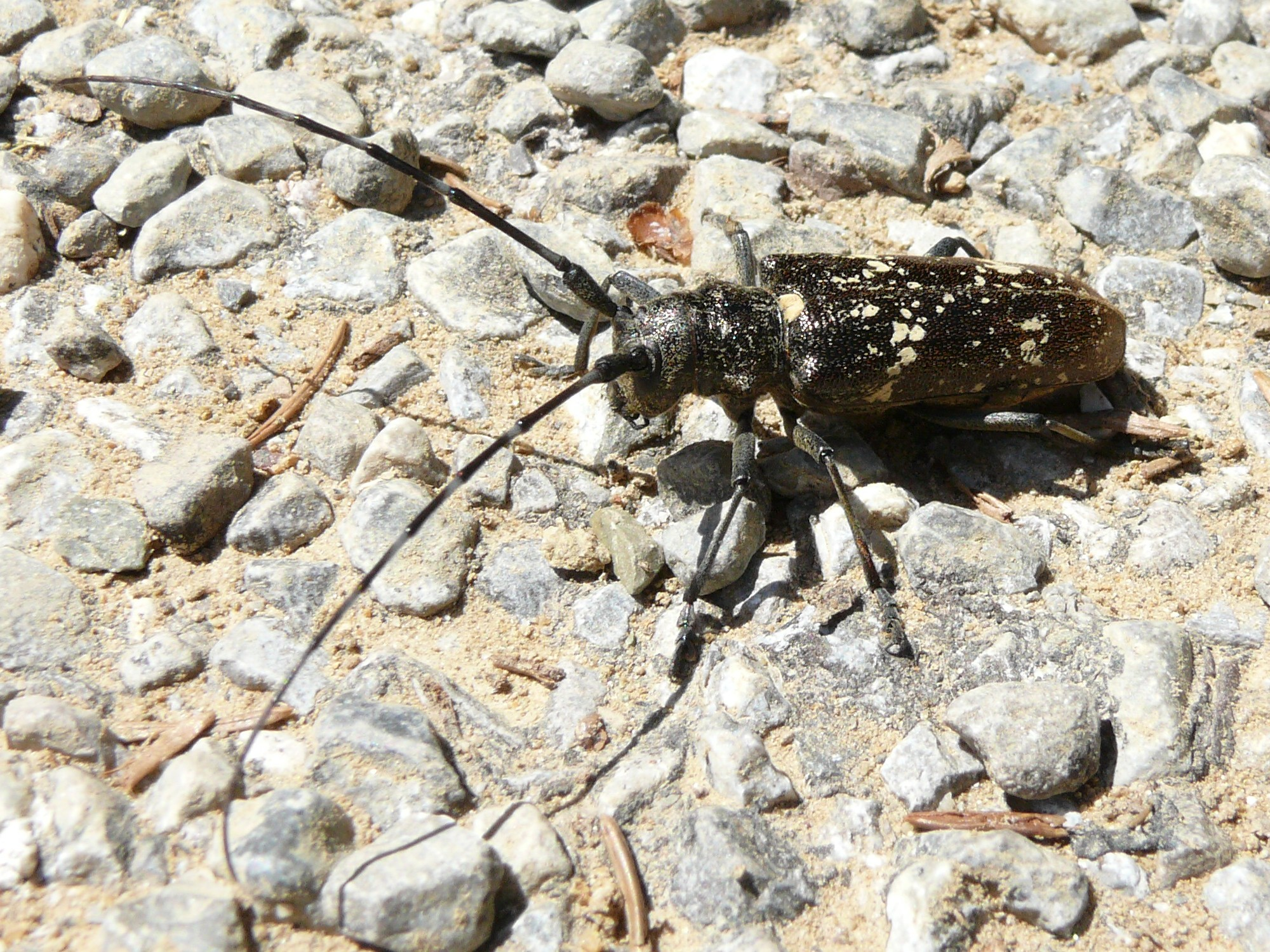
Самка